# ブラジル・エコディーゼル
ブラジル・エコディーゼル（Brasil Ecodiesel Indústria e Comércio de Biocombustíveis e Óleos Vegetais S.A.）は、ブラジル・リオデジャネイロに本社を置くブラジル最大規模のバイオエタノール製造メーカーである。2003年に設立された。2010年現在、年間64万㎥のバイオエタノールを製造できる6つのプラントを保有している。6つのプラントは、稼動順に	
Floriano（ピアウイ州・2005年8月）、Crateús（セアラー州・2006年10月）、Iraquara（バイーア州・2006年11月）、Porto Nacional（トカンティンス州、2007年5月）、Rosário do Sul（リオグランデ・ド・スル州、2007年6月）、Itaqui（マラニョン州・2007年6月）にある。
2006年11月には、BM&F Bovespaに株式を新規公開した。